# Lazagurría
Lazagurría (en basc no oficial Elizagorria) és un municipi de Navarra, a la comarca d'Estella Occidental, dins la merindad d'Estella. Limita al sud amb Mendavia i al nord amb Torres del Río i Los Arcos.

## Demografia
| Evolució demogràfica                                  | Evolució demogràfica | Evolució demogràfica | Evolució demogràfica | Evolució demogràfica | Evolució demogràfica | Evolució demogràfica | Evolució demogràfica | Evolució demogràfica | Evolució demogràfica | Evolució demogràfica |
| 1996                                                  | 1998                 | 1999                 | 2000                 | 2001                 | 2002                 | 2003                 | 2004                 | 2005                 | 2006                 | 2007                 |
| ----------------------------------------------------- | -------------------- | -------------------- | -------------------- | -------------------- | -------------------- | -------------------- | -------------------- | -------------------- | -------------------- | -------------------- |
| 245                                                   | 236                  | 236                  | 227                  | 221                  | 219                  | 208                  | 207                  | 207                  | 205                  | 200                  |
| Fonts: Lazagurría i Institut d'Estadística de Navarra |                      |                      |                      |                      |                      |                      |                      |                      |                      |                      |